# (36190) 1999 TG40
1999 TG40 (asteroide 36190) é um asteroide da cintura principal. Possui uma excentricidade de 0.15671740 e uma inclinação de 11.65657º.
Este asteroide foi descoberto no dia 5 de outubro de 1999 por CSS em Catalina.